# Busmor
Busmor är ett fäbodställe i Åls socken, Leksands kommun, strax söder om sjön Busen.
Vid fäbodinventeringen 1663-64 upptas "Boosmoor 1 Fäbodhställe som Erich Hanßon i Kijlen bruckar". Omkring 1750 inleddes gruvbrytning i de tre Digerbergsgruvorna, strax söder om fäboden. Malmen bröts av Dalfors och Voxna bruk, och fraktades till bruken vintertid med foror. Brytningen upphörde i slutet av 1700-talet. 1762 upptas fyra bofasta hushåll i byn, 1798 fanns hela 13 bofasta hushåll, för att därefter minska under 1800-talet var vanligen 6-3 hushåll bofasta. På 1920-talet fanns två bofasta gårdar och tre fäbodgårdar. I modern tid har några fritidshus tillkommit i fäboden.